# Atractocerus tasmaniensis
Atractocerus tasmaniensis är en skalbaggsart som beskrevs av Lea 1917. Atractocerus tasmaniensis ingår i släktet Atractocerus och familjen varvsflugor. Inga underarter finns listade i Catalogue of Life.